# Cluster II
| Оценки критиков | Оценки критиков |
| Источник        | Оценка          |
| --------------- | --------------- |
| AllMusic        | [ 1 ]           |
| Pitchfork       | 7.7/10          |

Cluster II — второй студийный альбом немецкой электроной группы Cluster, выпущенный в апреле 1972 года. Это был один из первых альбомов, выпущенных под краут-рок лейблом Brain.

## Производство
«Cluster II» — первый альбом Cluster как дуэта; Конни Планк, который был записан в качестве участника на первом альбоме, решил сконцентрироваться на продюсировании и записи. Планк по-прежнему считается композитором всех песен вместе с Хансом-Йоахимом Роделиусом и Дитером Мёбиусом.
«Cluster II» был записан в Star-Studio в Гамбурге, Германия, в январе 1972 года, где ровно год назад был записан дебютный альбом «Cluster».
Это также был первый релиз Cluster для легендарного краутрок-лейбла Brain, их отношения продлились до 1975 года и включали последующий альбом «Zuckerzeit», а также первые два альбома Harmonia, группы, в которую входили оба участника Cluster и Михаэль Ротер из Neu!. Когда Ротер искал бэк-группу для тура Neu!, он отправился в деревню Форст, где шла запись Cluster.

## Содержание
«Cluster II» продолжил переход от диссонирующего, протоиндустриального звучания Kluster к более электронному звучанию. Это был первый альбом, в который вошли относительно короткие треки, и это был первый альбом, в котором треки были названы. (В более ранних альбомах Kluster, а также в одноимённом первом альбоме Cluster были неназванные фрагменты.)

## Выпуск и Приём
Альбом был впервые переиздан на CD в 1994 году на лейбле Spalax с последующими переизданиями на Universal в 2004 году, Revisited в 2007 году и Esoteric в 2012 году.
Джулиан Коуп включил «Cluster II» в свой список "Krautrock Top 50".

## Список композиций
Вся музыка написана Дитер Мёбиус, Ханс-Йоахим Роделиус и Конни Планк.
| №                   | Название            | Перевод             | Длительность |
| ------------------- | ------------------- | ------------------- | ------------ |
| 1.                  | «Plas»              | Плас                | 6:00         |
| 2.                  | «Im Süden»          | На Юге              | 12:50        |
| 3.                  | «Für die Katz'»     | Для Кошек           | 3:00         |
| Общая длительность: | Общая длительность: | Общая длительность: | 21:50        |

| №                   | Название             | Перевод             | Длительность |
| ------------------- | -------------------- | ------------------- | ------------ |
| 4.                  | «Live in der Fabrik» | Концерт с Фабрики   | 14:50        |
| 5.                  | «Georgel»            | Георгель            | 5:25         |
| 6.                  | «Nabitte»            | Набитте             | 2:40         |
| Общая длительность: | Общая длительность:  | Общая длительность: | 22:55        |

## Участники записи
- Дитер Мёбиус — электроорган, гитары, эффекты, электроника
- Ханс-Йоахим Роделиус — электроника
- Конни Планк — продюсер